# Chémery-sur-Bar
Chémery-sur-Bar és un municipi francès situat al departament de les Ardenes i a la regió del Gran Est. L'any 2007 tenia 451 habitants.

## Demografia

### Població
El 2007 la població de fet de Chémery-sur-Bar era de 451 persones. Hi havia 175 famílies de les quals 41 eren unipersonals (8 homes vivint sols i 33 dones vivint soles), 69 parelles sense fills, 61 parelles amb fills i 4 famílies monoparentals amb fills.
La població ha evolucionat segons el següent gràfic:
Habitants censats

### Habitatges
El 2007 hi havia 203 habitatges, 178 eren l'habitatge principal de la família, 14 eren segones residències i 11 estaven desocupats. 194 eren cases i 8 eren apartaments. Dels 178 habitatges principals, 141 estaven ocupats pels seus propietaris, 28 estaven llogats i ocupats pels llogaters i 8 estaven cedits a títol gratuït; 4 tenien dues cambres, 14 en tenien tres, 56 en tenien quatre i 104 en tenien cinc o més. 137 habitatges disposaven pel capbaix d'una plaça de pàrquing. A 69 habitatges hi havia un automòbil i a 91 n'hi havia dos o més.

### Piràmide de població
La piràmide de població per edats i sexe el 2009 era:
| Homes | Edats   | Dones |
| ----- | ------- | ----- |
| 0     | 95 o +  | 0     |
| 0     | 90 a 94 | 4     |
| 4     | 85 a 89 | 0     |
| 0     | 80 a 84 | 0     |
| 12    | 75 a 79 | 16    |
| 4     | 70 a 74 | 8     |
| 16    | 65 a 69 | 16    |
| 0     | 60 a 64 | 4     |
| 12    | 55 a 59 | 16    |
| 28    | 50 a 54 | 28    |
| 8     | 45 a 49 | 12    |
| 36    | 40 a 44 | 12    |
| 4     | 35 a 39 | 12    |
| 8     | 30 a 34 | 16    |
| 4     | 25 a 29 | 20    |
| 8     | 20 a 24 | 0     |
| 24    | 15 a 19 | 8     |
| 20    | 10 a 14 | 4     |
| 8     | 5 a 9   | 24    |
| 8     | 0 a 4   | 4     |

## Economia
El 2007 la població en edat de treballar era de 287 persones, 213 eren actives i 74 eren inactives. De les 213 persones actives 197 estaven ocupades (115 homes i 82 dones) i 16 estaven aturades (9 homes i 7 dones). De les 74 persones inactives 28 estaven jubilades, 21 estaven estudiant i 25 estaven classificades com a «altres inactius».

### Ingressos
El 2009 a Chémery-sur-Bar hi havia 171 unitats fiscals que integraven 442 persones, la mediana anual d'ingressos fiscals per persona era de 15.947 €.

### Activitats econòmiques
Dels 17 establiments que hi havia el 2007, 1 era d'una empresa de fabricació d'altres productes industrials, 3 d'empreses de construcció, 2 d'empreses de comerç i reparació d'automòbils, 2 d'empreses de transport, 4 d'empreses d'hostatgeria i restauració, 1 d'una empresa immobiliària, 3 d'empreses de serveis i 1 d'una empresa classificada com a «altres activitats de serveis».
Dels 7 establiments de servei als particulars que hi havia el 2009, 1 era un taller de reparació d'automòbils i de material agrícola, 1 guixaire pintor, 2 fusteries, 1 veterinari, 1 restaurant i 1 saló de bellesa.
L'any 2000 a Chémery-sur-Bar hi havia 19 explotacions agrícoles que ocupaven un total de 2.176 hectàrees.

## Equipaments sanitaris i escolars
El 2009 hi havia una escola elemental.

## Poblacions més properes
El següent diagrama mostra les poblacions més properes.